# Paradrepanophorus stephensoni
Paradrepanophorus stephensoni är en djurart som tillhör fylumet slemmaskar, och som beskrevs av Wheeler 1940. Paradrepanophorus stephensoni ingår i släktet Paradrepanophorus och familjen Paradrepanophoridae. Inga underarter finns listade i Catalogue of Life.